# Селіванкіно
Селіва́нкіно (рос. Селиванкино, чув. Мӑн Кивпулӑх) — присілок у складі Чебоксарського району Чувашії, Росія. Входить до складу Сіньял-Покровського сільського поселення.
Населення — 387 осіб (2010; 388 у 2002).
Національний склад:
- чуваші — 98 %